# M60モーターウェイ
M60モーターウェイ (M60 motorway) またはマンチェスター・リング・モーターウェイ (Manchester Ring Motorway) またはマンチェスター・オービタル (Manchester Orbital) は、英国のイングランド北西部に位置する都市カウンティ、グレーター・マンチェスター内を周回する環状高速道路。ウィガンとボルトンを除いて、区域内のすべての都市自治区 (metropolitan borough) を通過する。シティ・オブ・マンチェスター市域の大部分は、その最南端に位置する一部の地域（主にウィゼンショウ地区とマンチェスター空港）を除いて、この環状道路に囲まれている。また、欧州自動車道路のE20号線およびE22号線の一部でもある。
総延長は36.1 mi (58.1 km)で、2000年に既存のM62とM63を新規路線に併合し改称して路線指定された。英国内で環状高速道路の指定を受けた2路線のうちの一つで、もう一方はロンドンのM25である。

## 歴史

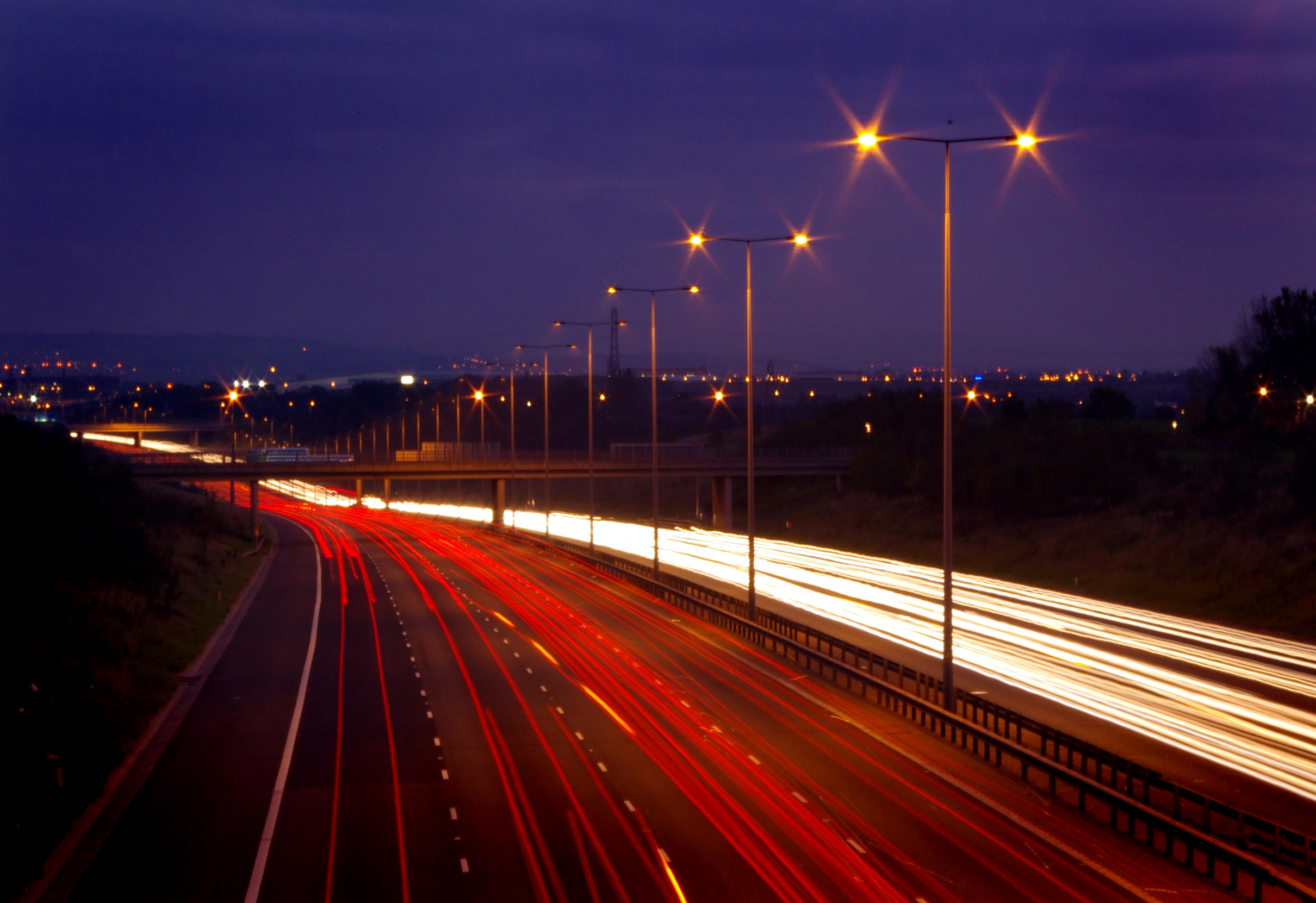
フェイルズワースのカトラー・ヒル付近を通るM60高速道路

既存路線であるM63、M62の一部区間とM66の延伸区間を統合した上で、同年10月の東側区間（ジャンクション19から24）の完成を以て、2000年に新設され、全線開通した。

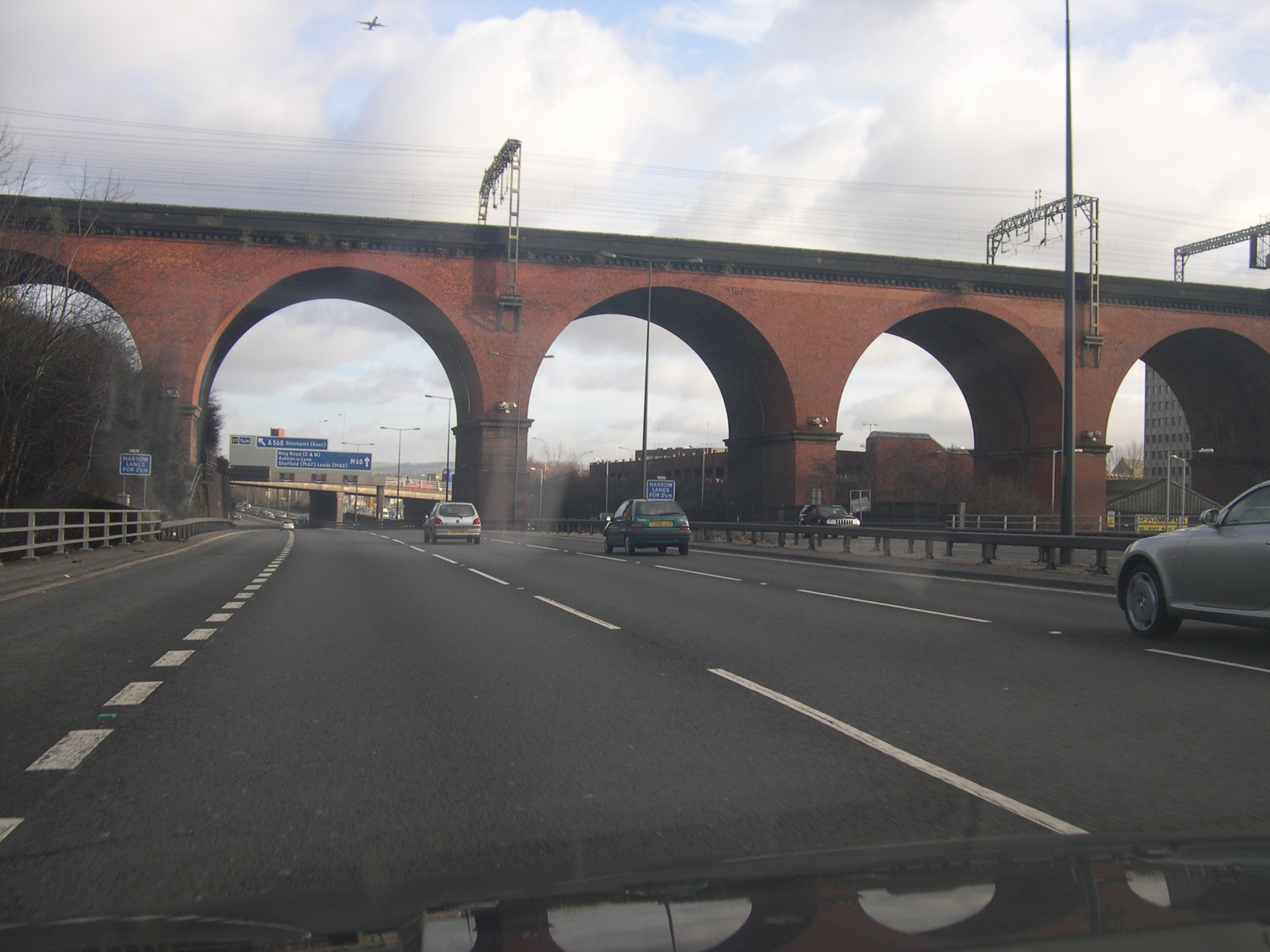
ストックポート高架橋の下をくぐるM60高速道路

当初計画では完全な新規路線の建設が求められていたが、その後の政策転換により現行の整備計画となった。開通して間もなく、かなりの区間で計画された最大容量に迫った。環状高速道路としては、ロンドンのM25モーターウェイに匹敵する。ただし、M25とは異なり、M60は完全に閉じたループの形状である。2004年には、M60の北側区間（ジャンクション16から17の間）は一日当たり平均181,000台の交通量を記録し、通例は最混雑区間とされるM25の西側区間を抜いて、英国で最も混雑する道路の区間となった。M25の渋滞は近年道路工事が実施されたため、従来よりも改善された。
2006年、ジャンクション5と6の間の区間が片側3車線から片側4車線へ、ジャンクション6から8までの区間が片側2車線から片側3車線へと拡幅された。幾つかのジャンクションは大幅に改築された。この工事計画にあわせて、ジャンクション8でM60と接続しているA6144(M)モーターウェイが降格され、モーターウェイの地位を失った。